# پیرمحمد (بوکان)
پیرمحمد یک آرامگاه مذهبی واقع در روستای بغده‌داغی شهرستان بوکان در استان آذربایجان غربی است. این آرامگاه در ۱۵ کیلومتری جنوب غربی شهر بوکان است. محوطه آرامگاه پیر محمد متعلق به دوره اسلامی و مربوط به دوران حمله اعراب به ایران است. بنا به روایتی در زمان حملهٔ اعراب و فتح ایران، پیرمحمد از صحابه پیامبر اسلام در این مکان کشته شده و دفن نیز شده‌است. نسل به نسل مقبره او بعنوان یک زیارتگاه مورد احترام مردم منطقه قرار گرفته‌است. بیشتر زائران از شهرها و روستاهای بوکان و حومهٔ این شهرستان در قدیم با پای پیاده رهسپار آرامگاه پیرمحمد می‌شدند.